# Joséphine Maillefer
Joséphine Maillefer, née le 9 février 1987 à Lausanne, est une musicienne, compositrice et directrice artistique suisse.

## Biographie
La carrière musicale de Joséphine Maillefer commence avec la flûte traversière, avec laquelle elle obtient son certificat supérieur classique en 2012. Elle poursuit en parallèle ses études et obtient un master de pédagogie en 2010 ainsi qu’un master de composition en 2015, les deux à la HEMU Lausanne. Dès 2006, elle dirige successivement plusieurs chorales, dont la chorale Pro Senectute et des chœurs de jeunes.
Joséphine Maillefer dirige actuellement l’ensemble vocal féminin The Postiche et le Chœur anarchiste de Lausanne. Elle est cofondatrice de l’association Inmates’ voices,, qui développe des projets artistiques donnant voix aux détenus condamnés à la peine capitale,. L'œuvre musicale de Maillefer se situe entre musique classique, jazz, pop et électro. La voix occupe une large place dans ses compositions, souvent réalisées en lien étroit avec un lieu et aboutissant en des performances. Personnalité engagée et polyvalente, Joséphine Maillefer écrit également des musiques pour des films et des spectacles. 
Joséphine Maillefer vit et travaille dans la Vallée de Joux.